# Persicaria borneensis
Persicaria borneensis är en slideväxtart som först beskrevs av Meissn., och fick sitt nu gällande namn av Sojak. Persicaria borneensis ingår i släktet pilörter, och familjen slideväxter. Inga underarter finns listade i Catalogue of Life.